# Berzbach
Berzbach ist ein Ortsteil der Gemeinde Much im Rhein-Sieg-Kreis in Nordrhein-Westfalen.

## Lage
Berzbach liegt auf den Hängen des Bergischen Landes, rund zweieinhalb Kilometer südöstlich von Much. Umliegende Ortschaften sind Vogelsangen und Oberdreisbach-Höhe im Norden, Oberdreisbach im Nordosten, Niederdreisbach im Osten, Marienfeld im Südosten, Weeg im Süden und Wersch im Westen.
Berzbach liegt rund einen Kilometer nördlich der Landesstraße 312 am gleichnamigen Berzbach.

## Geschichte
Im Jahr 1388 wurde der Ort zum ersten Mal urkundlich erwähnt.
1499 wurde von den Eheleuten Bertram von Nesselrode, Herr zu Ehrenstein, und Margarthe von Burscheid eine Stiftung gegründet. Die Erträge der Höfe Berzbach, Derscheid und Siefen (Winterscheid) kamen fünf armen Menschen zugute, die in Ütgenbach (Westerwald) untergebracht wurden.
1901 hatte der Weiler 50 Einwohner. Haushaltsvorstände waren Ackerer Heinrich Becker, Ackerer Joh. Becker, Maurer Wilhelm Becker, Ackerer Joh. Martin Höller, Ackerer Peter Josef Höller, Ackerer Joh. Gerhard Peters, Ackerer Wilhelm Peters und Dachdecker Gerhard Stommel.

## Kultur und Sehenswürdigkeiten
In Berzbach befindet sich das Technik & Bauern Museum. Ein Votivkreuz im Dorf ist unter der Nr. 5 in die Liste der Baudenkmäler in Much eingetragen.